# ديفيد إي. كيلي
ديفيد إي. كيلي (بالإنجليزية: David E. Kelley)‏ هو منتج أفلام ومحامي وكاتب سيناريو أمريكي، ولد في 4 أبريل 1956 في ووترفيل في الولايات المتحدة.

## وصلات خارجية
- ديفيد إي. كيلي على موقع IMDb (الإنجليزية)
- ديفيد إي. كيلي على موقع الموسوعة البريطانية (الإنجليزية)
- ديفيد إي. كيلي على موقع ألو سيني (الفرنسية)
- ديفيد إي. كيلي على موقع أول موفي (الإنجليزية)
- ديفيد إي. كيلي على موقع قاعدة بيانات الأفلام السويدية (السويدية)
- ديفيد إي. كيلي على موقع إن إن دي بي (الإنجليزية)
- ديفيد إي. كيلي على موقع ديسكوغز (الإنجليزية)
- ديفيد إي. كيلي على موقع قاعدة بيانات الفيلم (الإنجليزية)
- ديفيد إي. كيلي على موقع كينوبويسك (الروسية)